# أرسونات ميثيل أحادي الصوديوم
أرسونات ميثيل أحادي الصوديوم هو مركب كيميائي صيغته CH4AsNaO3 ، ويستخدم ضمن المبيدات، وخاصة مبيدات الأعشاب.

## التحضير
يحضر المركب من كلورو الميثان وثلاثي أكسيد الزرنيخ وبوجود هيدروكسيد الصوديوم:
{\displaystyle \mathrm {CH_{3}Cl+As_{2}O_{3}+H_{2}SO_{4}+NaOH\longrightarrow CH_{4}AsNaO_{3}} }
كما يمكن أن تتم عملية التحضير من تفاعل زرنيخيت الصوديوم مع ثنائي ميثيل الكبريتات:
{\displaystyle \mathrm {NaAsO_{2}+C_{2}H_{6}O_{4}S\longrightarrow CH_{4}AsNaO_{3}} }

## الخواص
يوجد المركب في الشروط القياسية على الحالة الصلبة، وهو عملياً غير منحل في الماء، ولكنه سهل الانحلال في الميثانول (160 غ/ل عند 25 °س).

## الاستخدامات
يستخدم المركب في الولايات المتحدة مبيداً للأعشاب في حقول إنتاج القطن.